# Ahmadpur East
Ahmadpur East é uma cidade do Paquistão localizada na província de Punjab.